# Exposition des réalisations de l'économie nationale (VDNKh)
L'Exposition des réalisations de l'économie nationale de l'URSS (VDNKh) (en russe : Выставка достижений народного хозяйства (ВДНХ), Vyctavka dostijeniï narodnogo khoziaïstva) est une foire-exposition commerciale permanente à Moscou, dans le nord-est de la ville, dont la construction a débuté en 1934. Sa superficie comprenant bâtiments, fontaines, sculptures et espaces verts s'étend sur environ 136 ha. Le complexe avoisine le Jardin botanique de Moscou et le parc du domaine Ostankino.

## Histoire
L' Exposition des réalisations de l'économie nationale de l'URSS (VDNKh), Выставка достижений народного хозяйства (ВДНХ) en russe, devenue VVTs, était à l'époque soviétique une des principales attractions touristiques de la ville. Conçu en 1935 et inauguré en 1939 (d'abord prévu en 1937), ce site fut d'abord un grand parc d'exposition agricole, d'où sa première appellation: Exposition agricole de l'union (VSKhV) (en russe: Всесоюзная сельско-хозяйственная выставка (ВСХВ)). Inspiré par les expositions et foires internationales, le BCXB ne devait durer que 100 jours, avant de devenir une exposition permanente. Puis 20 ans après, il fut transformé par Nikita Khrouchtchev en un vaste parc à la gloire des réalisations économiques, scientifiques et technologiques du pays. Il est alors renommé Exposition des réalisations de l'économie nationale de l'URSS et c'est à cette période que le parc prend le surnom de VDNKh.
Après la désintégration de l'Union soviétique en 1991, les différents pavillons furent repris par des entreprises privées. Plus de 70 d'entre eux servent de stands d'exposition pour des produits industriels. En 1992, le parc est renommé Centre panrusse des expositions (VVTs) (en russe: Всероссийский выставочный центр (ВВЦ), Vserossiski vystavotchny tsentr, VVTs) rompant avec l'héritage soviétique, mais garde dans la population son ancien nom. Sur le plan administratif, le VDNKh devient une société par actions ouvertes (ru) (Открытое акционерное общество, abrégé en ОАО), la Société par action d'État du Centre panrusse des expositions (en russe: Государственное акционерное общество «Всероссийский выставочный центр») abrégé en GAO VVC (ГАО ВВЦ).
La période des années 1990-2000 n'est pas très reluisante pour le parc. D'une part, certains lieux disparaissent, 5 sont détruits par des incendies et 5 autres sont détruits, dont un Tupolev-154 en 2008, ce qui a provoqué de nombreuses réactions négatives. D'autre part, une partie importante des installations sont louées à des entreprises, sans rapport avec l'ancien but du parc, certains pavillons sont transformés en entrepôts ou en espaces de travail.
L'Exposition des réalisations de l'économie nationale est membre des associations International Union of Exhibitions and Fairs (IUEF) (« Union Internationale des foires et expositions») depuis 1991  et The Global Association of the Exhibition Industry (IFU) (Association Mondiale des Expositions) depuis 1997.
En 2010-2011, des voix commencent à s'élever pour que le parc soit rénové et reprenne ses fonctions passées. Dans un premier temps, les pavillons des républiques des anciens pays de l'URSS, devenus membres de la CEI, leur sont loués pour une somme symbolique d'un rouble par an. À cette époque, le gouvernement de Moscou détient 30% des parts de la société.
En 2013-2014, le gouvernement de Moscou récupère l'ensemble des actions de la société par décret présidentiel. Le 4 avril 2014, l'équipe du gouvernement de Moscou commence à prendre en charge le complexe. Le 6 mai, un accord faisant suite à une enquête publique lancée le 26 mars 2014, décide de renommer le parc avec son ancienne appellation, VDNKh. Le 14 mai, la Société par action d'État du Centre panrusse des expositions devient officiellement la Société Ouverte par Action de l'Exposition des réalisations de l'économie nationale (en russe : Открытое акционерное общество «Выставка достижений народного хозяйства» (ОАО «ВДНХ».) Dans la même période, le gouvernement de Moscou alloue 3 milliards de roubles (soit 60 millions d'euros environ), pour rénover le parc, qui a particulièrement souffert du manque d'entretien. La gestion du parc est confiée au département de la propriété et des relations foncières, sous la gouverne de Natalya Sergunina, adjointe au maire et responsable de la politique économique, de la propriété et des relations foncières.
Le bureau chargé de la reconstruction se place lui, directement sous l'autorité du maire de Moscou, Sergueï Sobianine,.
À partir de septembre 2014, la société ouverte par action devient une société publique par action (ru), à la suite de la réforme du 5 mai.
En flânant sur le site, on aperçoit des sculptures par lesquelles le VDNKh était célèbre. L'entrée principale du parc est un arc de triomphe surmonté des figures d'un conducteur de tracteur et d'une kolkhozienne.
Sur Prospekt Mira, l'avenue qui y mène, face à l'hôtel Cosmos, se dresse la statue allégorique L'Ouvrier et la Kolkhozienne. Les personnages marchent ensemble vers l'avenir, tenant à bout de bras un marteau et une faucille (symboles des mondes ouvrier et agricole). Sculpté par Vera Moukhina, cet ensemble fut conçu pour orner le pavillon de l'Union soviétique à l'Exposition internationale de Paris, en 1937.
Le terme VDNKh a toujours été d'usage d'usage, du fait de la longévité de l'appellation (33 ans) mais surtout à cause de la station de métro adjacente, dont le nom n'a pas été modifié en 1992.
| Année     | Nom                                                                   | Nom en russe                                     |
| --------- | --------------------------------------------------------------------- | ------------------------------------------------ |
| 1939-1954 | Exposition agricole de l'union (VSKhV)                                | Всесоюзная Сельско-Хозяйственная Выставка (ВСХВ) |
| 1959-1992 | Exposition des réalisations de l'économie nationale (VDNKh)           | Выставка Достижений Народного Хозяйства (ВДНХ)   |
| 1992-2014 | Centre panrusse des expositions (VVTs)                                | Всероссийский выставочный центр (ВВЦ)            |
| 2014-     | Exposition des réalisations de l'économie nationale de l'URSS (VDNKh) | Выставка Достижений Народного Хозяйства (ВДНХ)   |

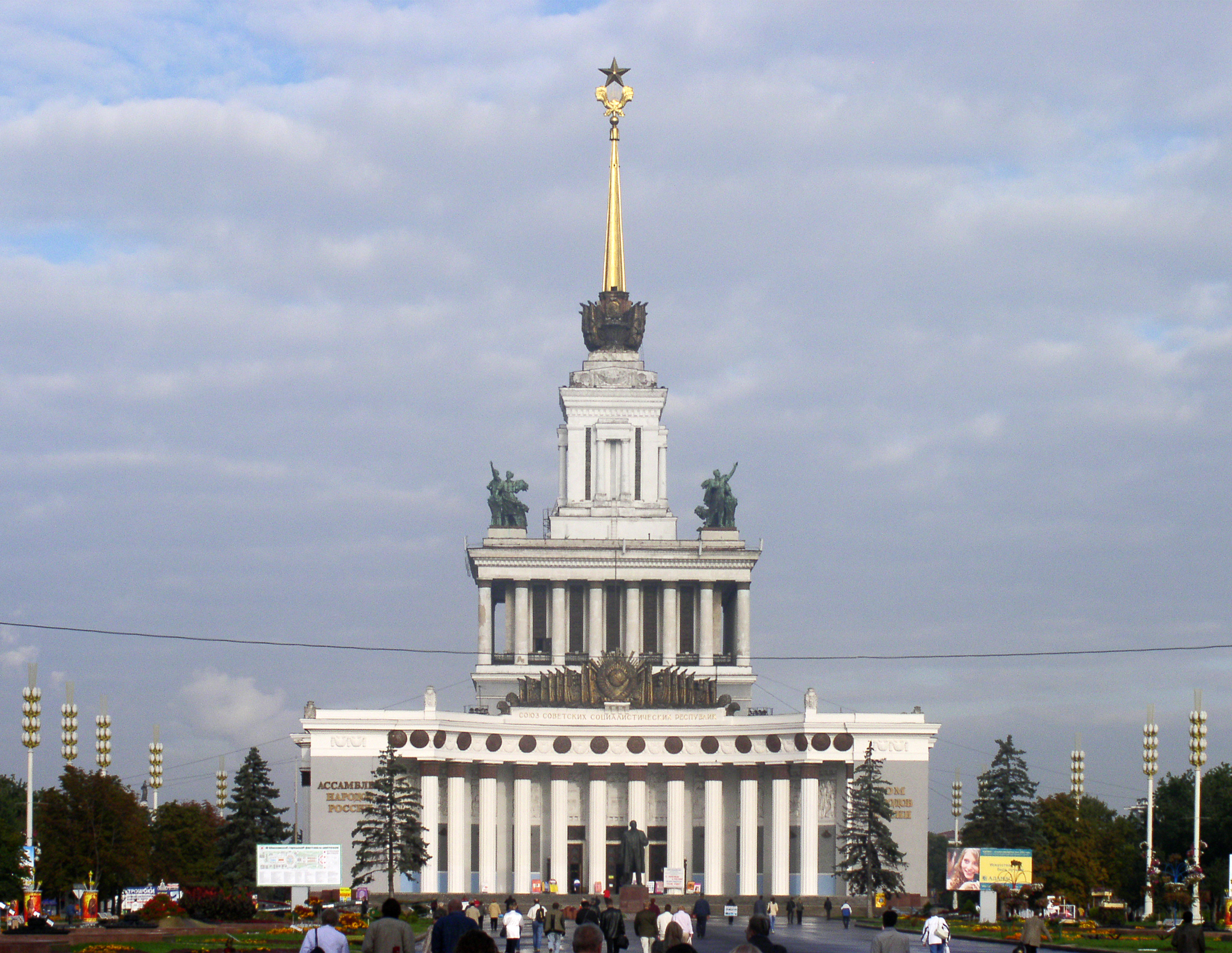
Le pavillon central
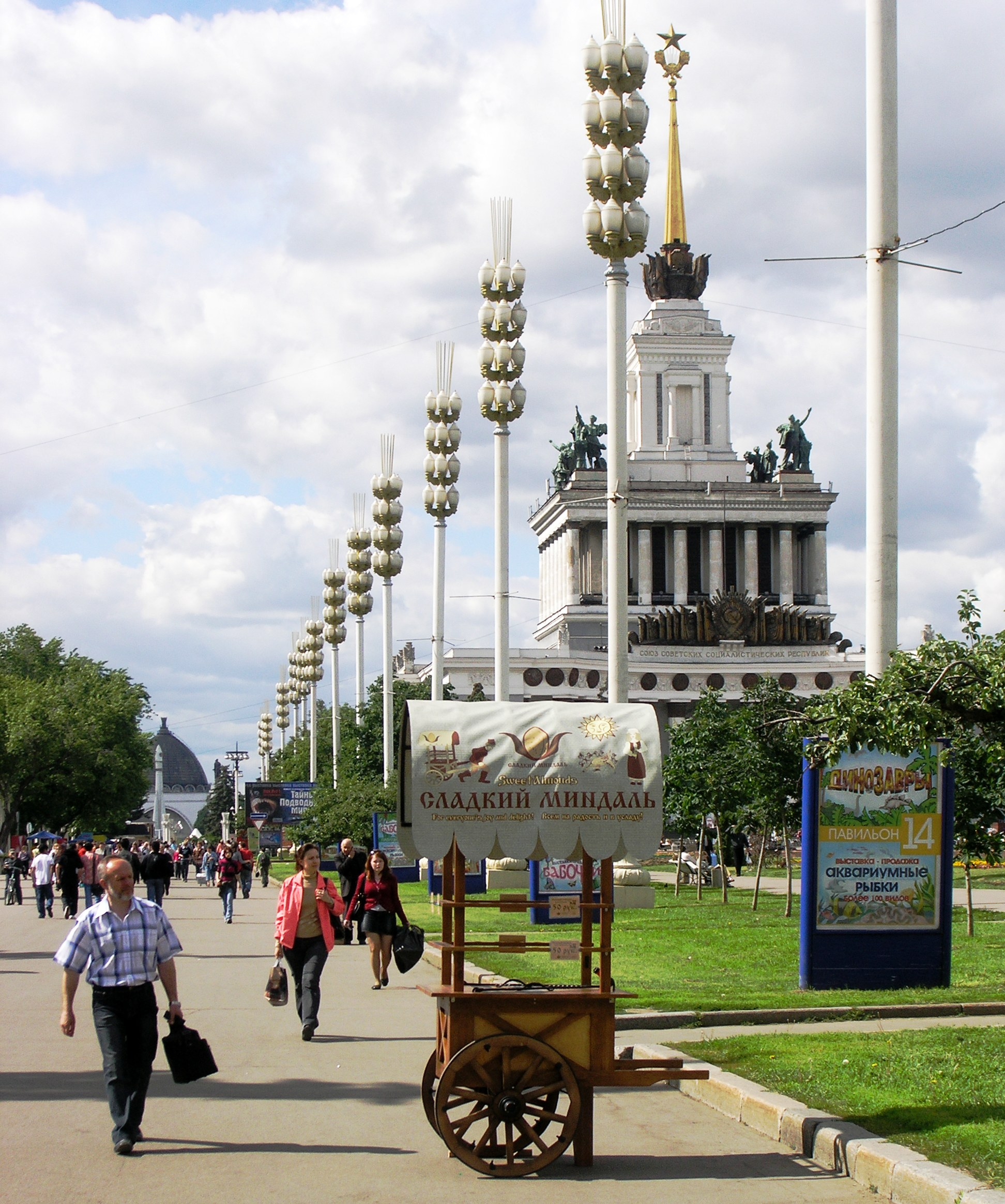
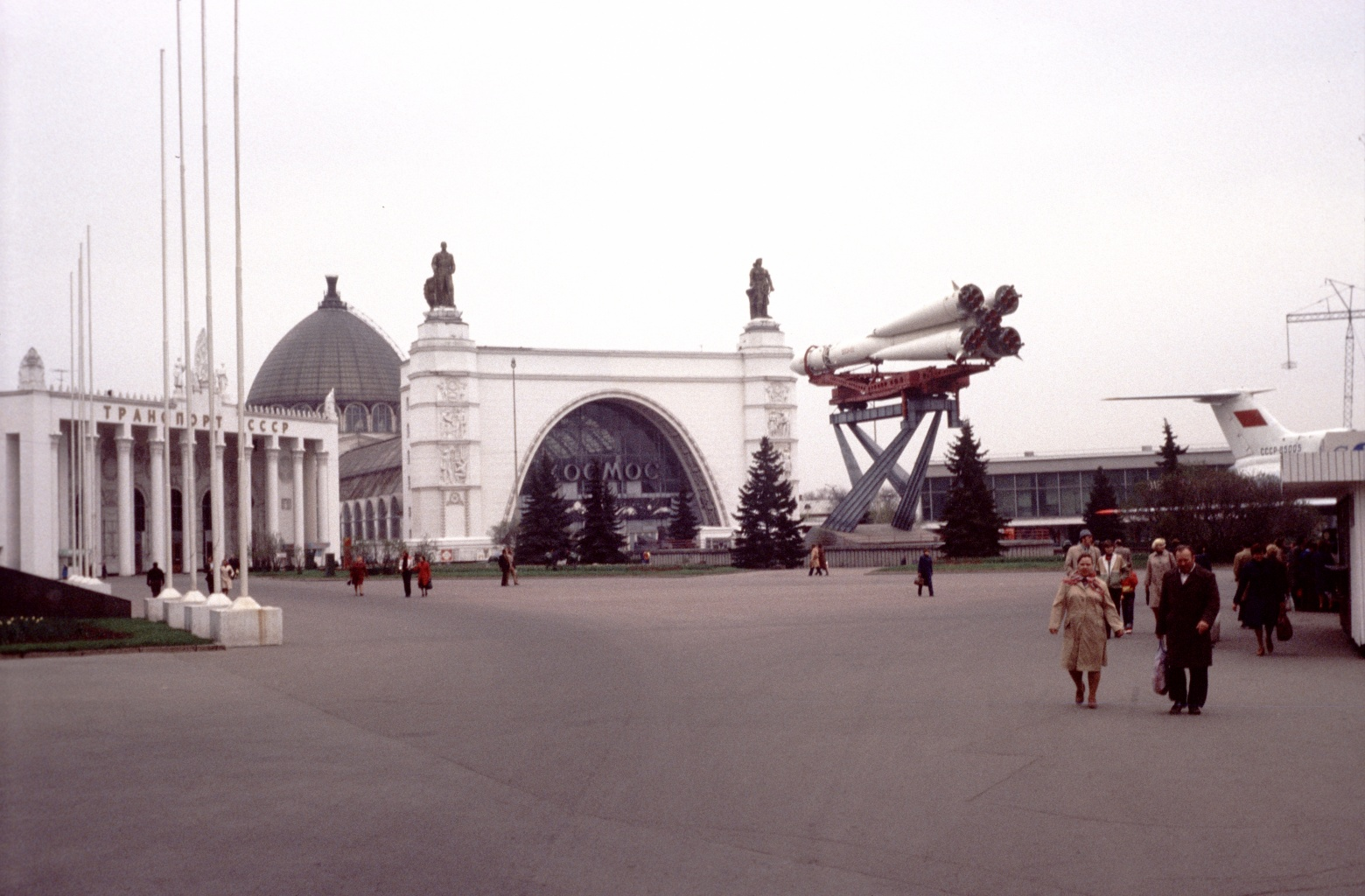
Pavillon du cosmos 1980
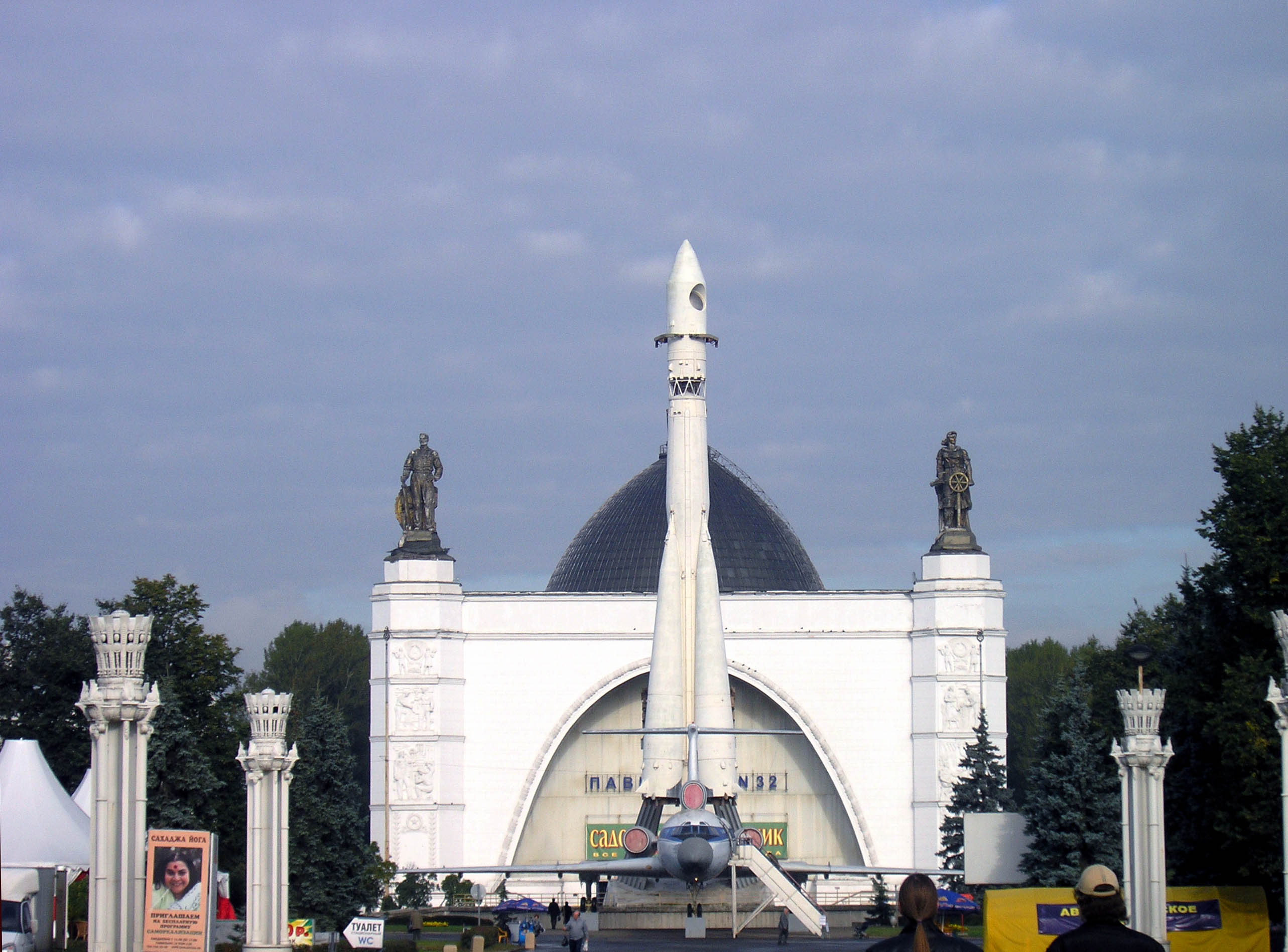
Pavillon du cosmos 2005
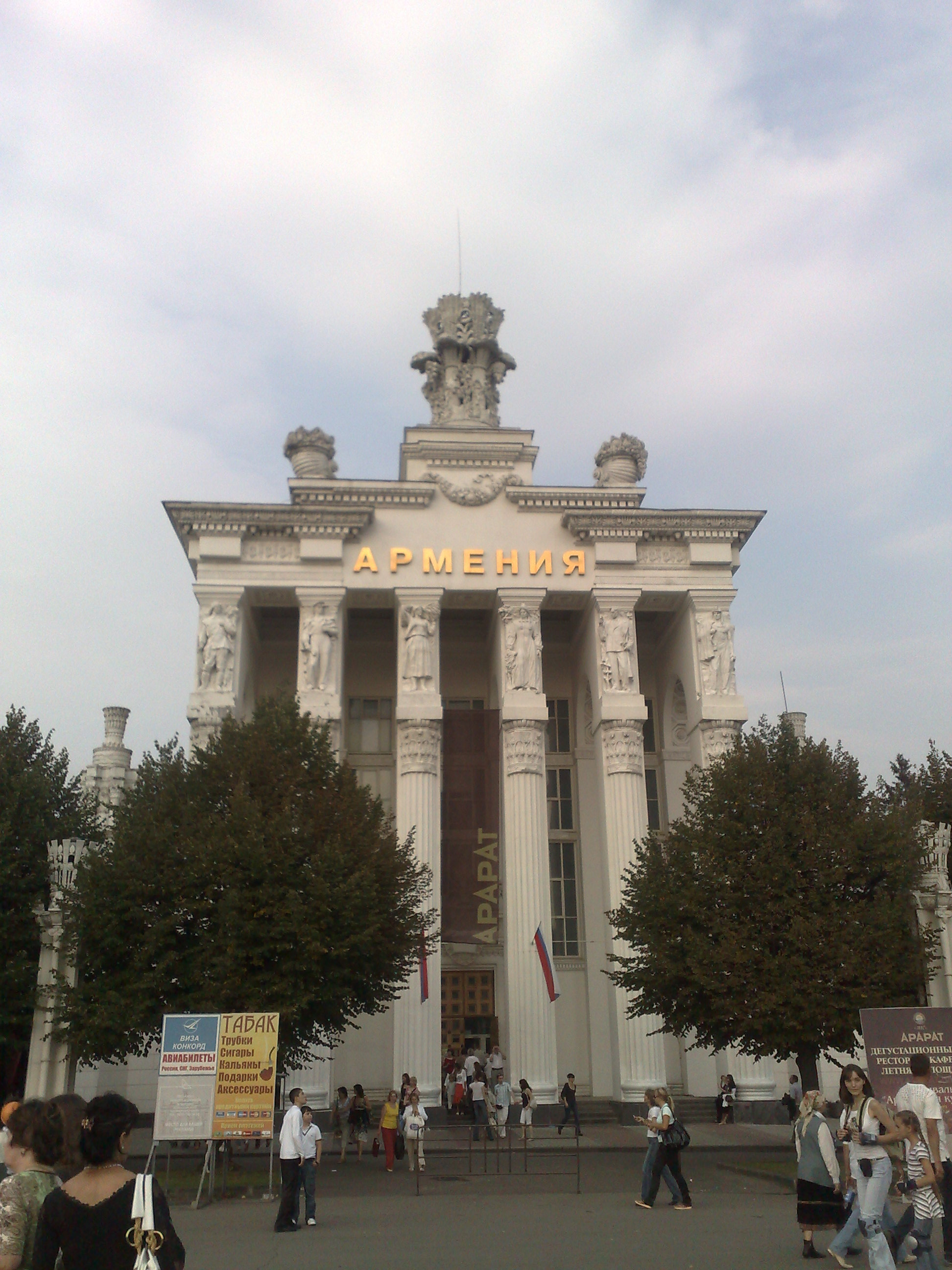
Pavillon de l'Arménie
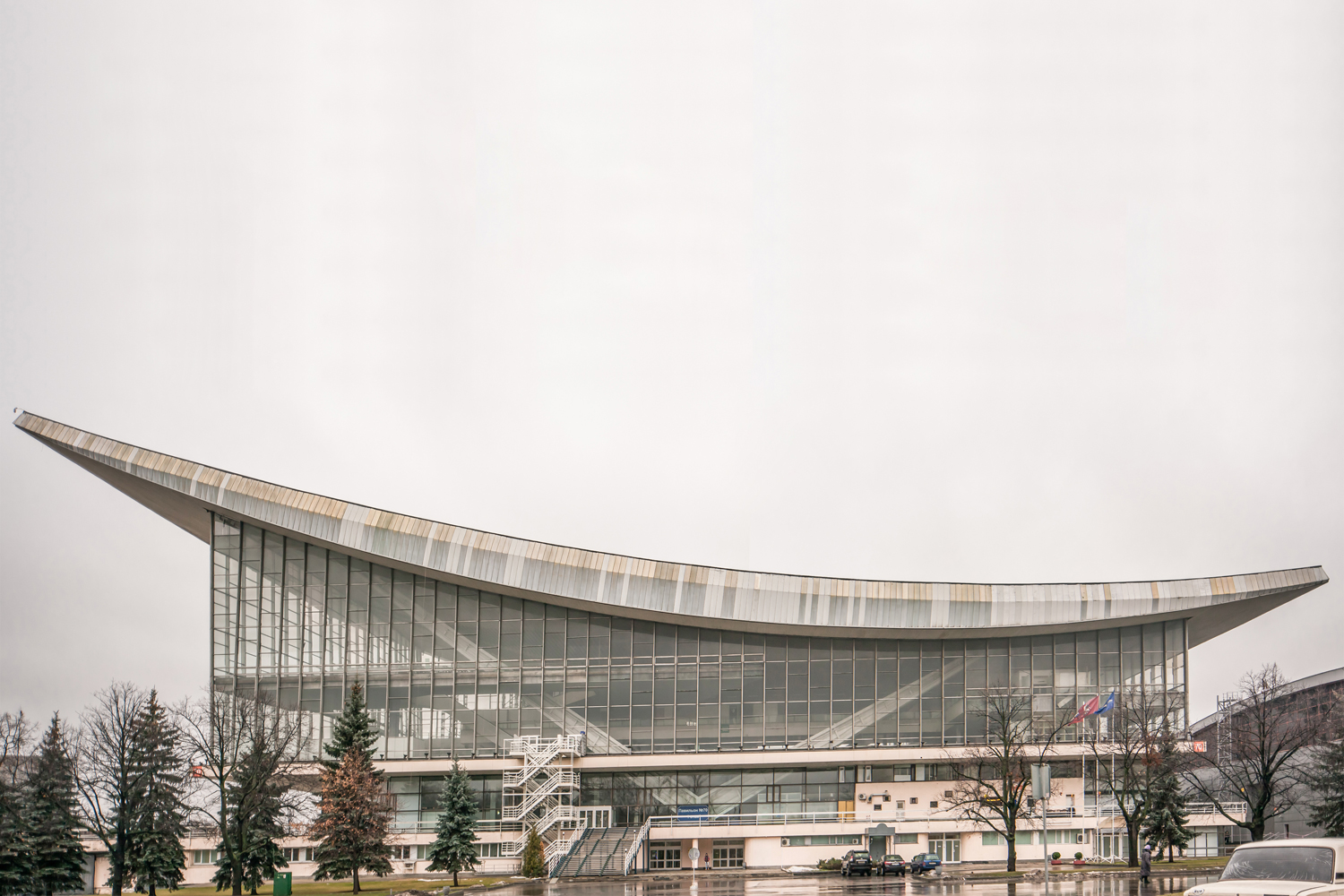
Pavillon Moscou
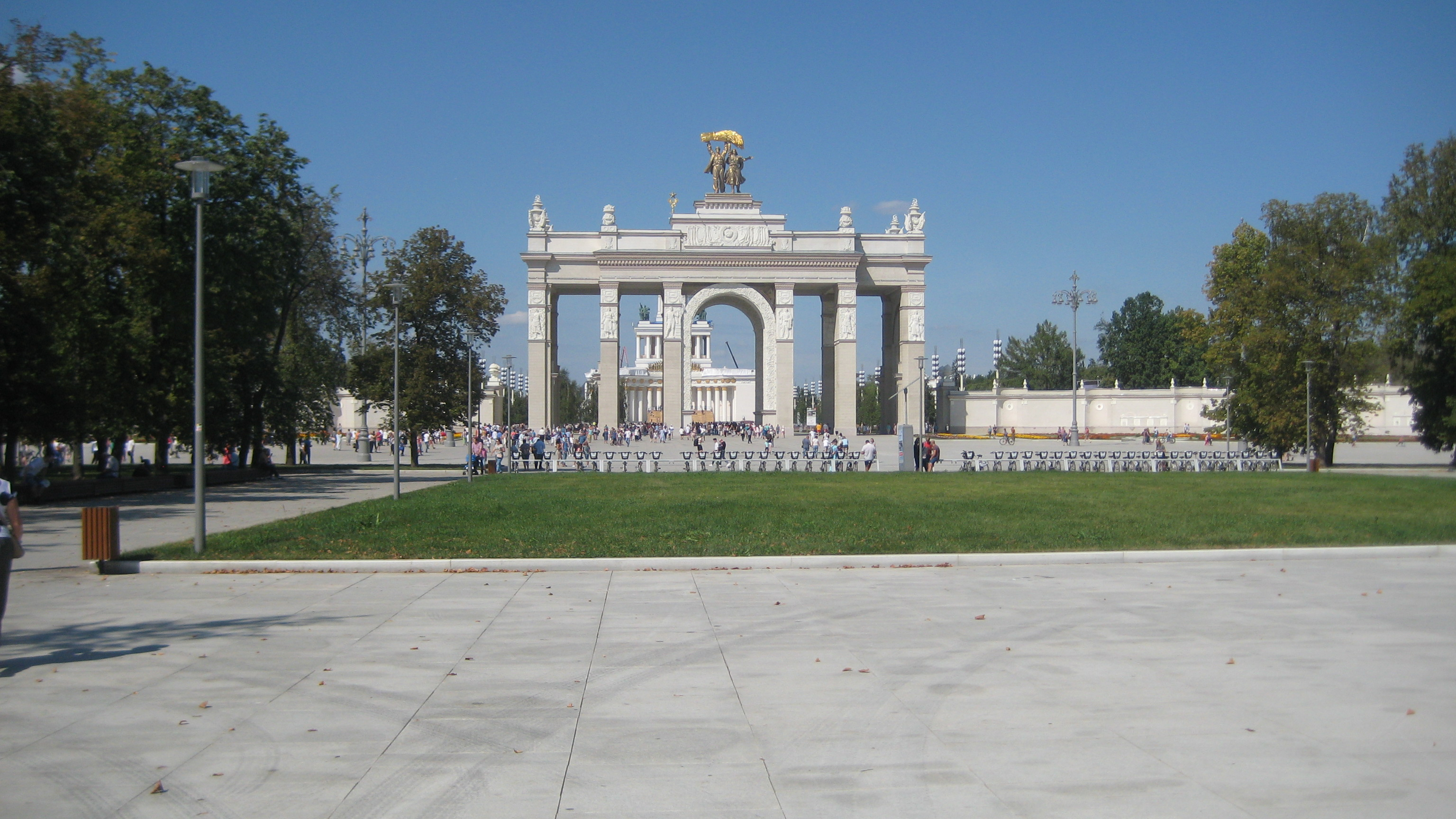
L'entrée du centre
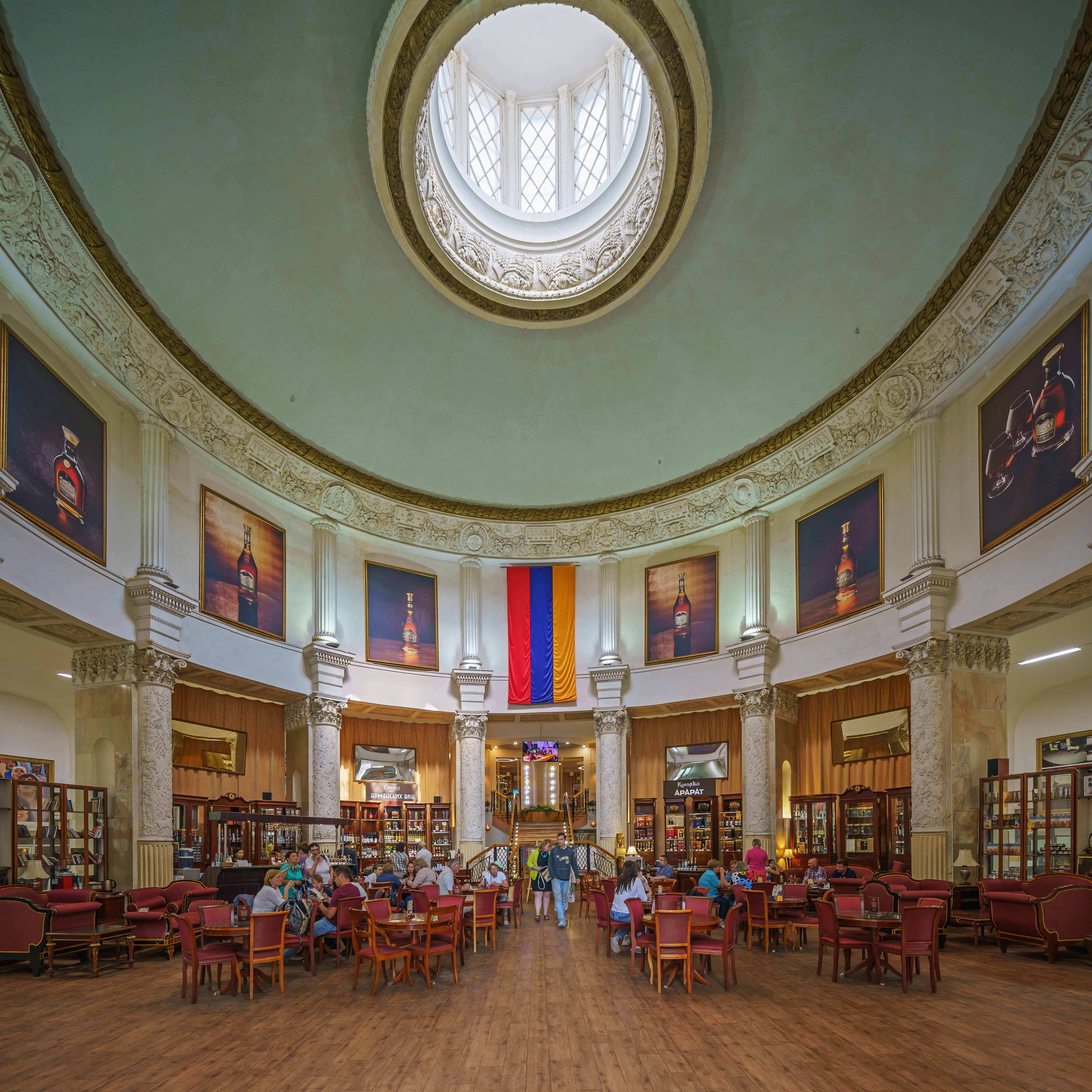
Dans le pavillon de l'Arménie. août 2018.

## Autres expositions des réalisations de l'économie nationale
D'autres foires ont vu le jour en Union soviétique. Reprenant le principe et les codes architecturaux de celle de Moscou, elles sont souvent plus petites et parfois à l'abandon ou très dégradées. Certaines ne possèdent plus que quelques éléments architecturaux comme des colonnades, des kiosques, des statues blanches ou des pavillons en ruine,.

### VDNKh construits dans laRSFS, aujourd'hui présents en Russie
- Le VDNKh de Kostroma (ru) construit en 1956 (premier pavillon). Particulièrement dégradé, il ne reste que 4 des 17 pavillons d'origine, dont un seul a été réhabilité, vendu à un sauna[10],[11].
- Le Parc des Hautes-Terres (Barnaoul) (ru) était de 1956 à 1993, le VDNKh de l'Altaï. Depuis, il ne reste quasiment plus rien de la foire, seul l'escalier de la colline est resté proche de l'original.
- Le Parc central de la culture et des loisirs de Vladimir, était un VDNKh de 14 pavillons depuis 1958. Si certains morceaux de l'ancien VDNKh ont été conservés, beaucoup ont été laissés à l'abandon puis détruits[12].
- Le VDNKh de Ryazan, construit en un temps record, d'aout à octobre 1955, à Ryazan. Il possède la plupart de ses pavillons, même si ces derniers sont dans un mauvais état, surtout depuis une inondation en 1993. À l'heure actuelle, seuls 4 à 5 pavillons sur les 22 sont occupés par des privés et donc "relativement" bien entretenus[13].
- le VDNKh de Krasnodar a été construit en 1956, il est composé de 22 pavillons et d'une colonnade. La ville de Krasnodar a su prendre soin de son parc et aujourd'hui, la plupart des pavillons sont en bon état. Seuls quelques-uns et la colonnade sont en mauvais état[14],[15].
- Le VDNKh d'Orel, ouvert en 1954, dans le sud-ouest de la ville, a d'abord été une foire avec des installations en bois, avant de d'obtenir des structures en dur. Comme beaucoup d'autres, les années 1990 ont vu l'abandon de la foire et la destruction des pavillons. Seule subsiste une colonnade, dans un état correct, que l'on peut visiter depuis la route "Sovietskaya", dans le bois qui sépare Orel de Znamenka.
- Plusieurs autres villes russes ont eu des VDNKh, construits avec des matériaux plus ou moins durables, et qui sont pour la plupart détruits. Un grand nombre de villes soviétiques se sont approprié le concept initial: Lipetsk, Kazan, Perm, Saratov, Kaliningrad, Iochkar-Ola, Syktyvkar, Saransk, Belgorod, Koursk et le village de Kanevskaya (liste non exhaustive)[9].

### VDNKh construits dans les autresrépubliques socialistesde l'URSS
Un certain nombre de VDNKh furent construits dans les capitales des autres républiques socialistes de l'Union soviétique. En règle générale, ces expositions sont plus tardives que les premières et plus imposantes, puisqu'elles reflétaient la puissance d'une république entière. Il est important de distinguer ces expositions nationales, situées dans la capitale de chaque république, des pavillons présents au VDNKh de Moscou.
- L'Expocentre d'Ukraine, autrefois Expositions des réalisations de l'économie nationale de la République Soviétique Socialiste d'Ukraine (en russe: Виставка досягнень народного господарства (ВДНГ) УРСР), de loin l'une des plus grandes. Située à Kiev, elle ressemble énormément à celle de Moscou, dans le style stalinien. C'est une des plus anciennes (le projet est lancé en 1949) et aussi l'une des mieux conservées.
- Le VDNKh de Bichkek, au Kirghizistan, est un pavillon beaucoup plus récent, situé avenue Mir, à Bichkek. Rompant avec l'architecture stalinienne, le bâtiment qui compose à lui tout seul l'exposition, est dans un style international, inspiré du pavillon soviétique de l'exposition universelle de Montréal, en 1967. Le bâtiment est visible aujourd'hui, bien qu'à l'abandon.
- Le VDNKh de Tachkent, en Ouzbékistan, était une exposition constituée de plusieurs pavillons, certains imposants, ouverte en 1964. Certains étaient là aussi très modernes, notamment le pavillon du coton, très inspiré de la cathédrale de Brasilia[16]. Les pavillons ont cependant tous été détruits[17].
- Le Centre de Coopération Economique Atakent (ru), au Kazakhstan, était composé de 9 pavillons, tous détruits dans les années 1990[18]. Aujourd'hui, l'espace a été récupéré pour un nouveau centre appelé "Atakent", mais quelques bâtiments ont été préservés.
- Le VDNKh de Biélorussie (ВДНХ БССР), à Minsk, est à l'origine un des derniers VDNKh ouverts, en 1968. Composé d'un seul grand bâtiment, en grande partie fait de verre, situé au n°27 de la rue Ianka Koupala (be-tarask), le VDNKh est renommé BelExpo en 1998. Pendant cette période, le VDNKh ne connaît pas une activité très intense, mais attire beaucoup de monde, il présente en outre sur son parvis un Tupolev-124 et des véhicules agricoles ainsi que d'imposants tombereaux rigides géants. En 2016-2017, le bâtiment est détruit, considéré comme vétuste, les fonctions étant transférées à un autre bâtiment qui a repris le nom « BelExpo » aujourd'hui aussi appelé « MinskExpo (be) », à côté du « Palais de l'Indépendance (Minsk) (be) »[19],[20].
- Le VDNKh de TBilissi, en Géorgie, construit à partir de 1958, qui a été privatisé en 1996 et s'appelle désormais "Expo Georgia"[21]